# مویه‌گر خاکستری‌فام
مویه‌گر خاکستری‌فام (نام علمی: Rhytipterna simplex) یک گونه از پرندگان خانوادهٔ ژیان‌مرغان است که در بولیوی، برزیل، کلمبیا، اکوادور، گویان فرانسه، گویان، پرو، سورینام و ونزوئلا یافت می‌شود. زیستگاه طبیعی آن جنگل‌های دشت نمناک نیمه‌گرمسیری یا گرمسیری است.